# 牧地
牧地在地理學上，是指由大面積天然草本植物或灌木植被覆蓋，而又可供畜養或野生的草食性動物取食的地區。